# Andreas Seiferth
Andreas Seiferth (Berlino, 23 giugno 1989) è un ex cestista tedesco.

## Carriera
Con la Germania ha disputato i Campionati europei del 2013.